# روبرتو کول
روبرتو کول (انگلیسی: Roberto Coll; ۲۰ آوریل ۱۹۲۵ – ۱ ژانویهٔ ۲۰۱۳) بازیکن فوتبال اهل آرژانتین بود.
از باشگاه‌هایی که در آن بازی کرده‌است می‌توان به باشگاه فوتبال ریور پلاته و باشگاه ورزشی دیپورتیوو کالی اشاره کرد.